# Micròfon de cinta

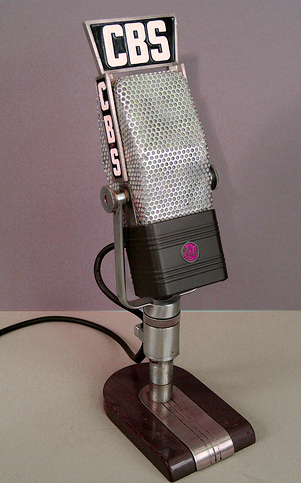
Micròfon de cinta RCA 44

Un micròfon de cinta, també conegut com a micròfon de velocitat de cinta, és un tipus de micròfon que utilitza un alumini fi, duralumini o nanofilm de cinta conductora elèctrica situada entre els pols d'un imant per produir una tensió mitjançant inducció electromagnètica. Els micròfons de cinta són típicament bidireccionals, de manera que recullen sons igualment a ambdós costats del micròfon.

## Principi d'operació

El patró de sensibilitat d'un micròfon bidireccional (punt vermell) vist des de sobre.

En un micròfon de bobina en moviment, el diafragma està connectat a una bobina mòbil lleugera que genera una tensió mentre es mou entre els pols d'un imant permanent. En els micròfons de cinta, se suspèn una cinta metàl·lica lleugera entre els pols d'un imant. A mesura que vibra la cinta, s'indueix una tensió perpendicular a la velocitat de la cinta i la direcció del camp magnètic i és recollida per contactes als extrems de la cinta. Els micròfons de cinta també es diuen "micròfons de velocitat" perquè la tensió induïda és proporcional a la velocitat de la cinta i, per tant, de les partícules d'aire de l'ona sonora, a diferència d'altres micròfons on la tensió és proporcional al desplaçament del diafragma i aire.
L'avantatge del micròfon de cinta quan es va introduir va ser que la cinta lleugera tenia una freqüència de ressonància natural molt més alta que els diafragmes dels micròfons existents, per sobre del rang d'audició, de manera que tenia una resposta més plana a altes freqüències. La sortida de tensió dels micròfons de cinta més antics sol ser bastant baixa en comparació amb un micròfon de bobina mòbil dinàmic i s'utilitza un transformador de pas per augmentar la sortida de tensió i augmentar la impedància de sortida. Els micròfons de cinta moderns no pateixen aquest problema, ja que els imants s'han millorats i els transformadors són més eficients i tenen nivells de sortida que poden superar els micròfons dinàmics d'estadi.

Principi d'operació

Els micròfons de cinta eren alhora delicats i cars, però els materials moderns fan que alguns micròfons de cinta actuals siguin molt duradors i, per tant, es puguin utilitzar per a la música rock forta o per treballs escènics. Són molt apreciats per la seva capacitat de capturar detalls d'alta freqüència, comparats molt favorablement amb els micròfons de condensador, que sovint poden sonar subjectivament "agressius" o "fràgils" a l'extrem de freqüència més alt. A causa del seu patró de recollida bidireccional, els micròfons de cinta s'utilitzen sovint en parelles per produir la matriu de gravació de Blumlein Pair. A més del patró de recollida bidireccional estàndard, els micròfons de cinta també es poden configurar per tenir patrons de cardioide, hipercardioide, omnidireccional i polar variable, encara que aquestes configuracions són molt menys habituals.
Com que molts mescladors estan equipats amb alimentació fantasma per permetre l'ús de micròfons de condensador, cal tenir cura amb l'ús de micròfons de condensador i de cinta al mateix temps. Si el micròfon de cinta està cablejat de forma incorrecta, que no se sap amb els micròfons més antics, aquesta capacitat pot danyar alguns elements de la cinta; no obstant això, les millores en els dissenys i els materials han fet que aquestes preocupacions siguin en gran manera poc importants en els micròfons de cinta moderns.

## Història

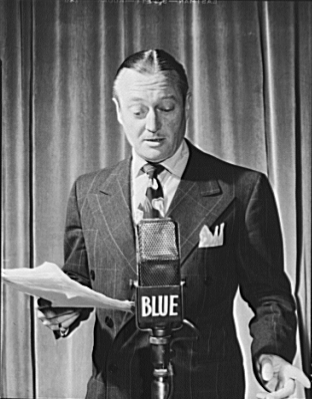
Edmund Lowe utilitzant un micròfon de cinta el 1942

A principis de la dècada de 1920, els Drs. Walter H. Schottky i Erwin Gerlach van co-inventar el primer micròfon de cinta. Girant el circuit de la cinta en sentit contrari, també van inventar el primer altaveu de cinta. Uns anys més tard, el Dr. Harry F. Olson de RCA va començar a desenvolupar micròfons de cinta mitjançant bobines de camp i imants permanents. El RCA Photophone Type PB-31 va ser fabricat comercialment el 1931, impactant enormement en les indústries de gravació i radiodifusió. Els micròfons de condensador del moment no es podien comparar amb la seva resposta en freqüència. Radio City Music Hall va emprar els PB-31 el 1932. L'any següent, el 44A va entrar en escena. El seu control de tons i patrons va contribuir a reduir la reverberació. Molts models de cintes RCA segueixen sent utilitzats i valorats pels enginyers d'àudio.
La BBC-Marconi Type A era un micròfons de cinta icònic produït per la BBC i Marconi entre 1934 i 1959. També cal destacar els Coles 4038 de la ST&C (o gradient – de pressió del PGS sol), dissenyat per la BBC el 1954 i encara utilitzat per algunes aplicacions avui. Els seus usos històrics anaven de conferències a concerts simfònics, i és considerat com a delicat i bon micròfon tradicional.
Al voltant del 2002, es van obtenir micròfons de cinta relativament barats (entre 80 i 200 dòlars) fabricats a la Xina i inspirats en els micròfons de cinta Okka de la RCA-44 i dels antics soviètics.
El 2007 es van disposar micròfons que utilitzen elements de cinta fets de nanomaterials forts, oferint ordres de millora de la magnitud del nivell de sortida i de puresa.
El micròfon de cinta és un disseny elèctricament senzill sense circuits actius; és possible construir-ne un a partir d'un kit, o amb materials i eines bàsiques. La complexitat acústica dels micròfons de cinta és comparable a altres tipus de trasductors acoblats per aire.